# Oficyna Wydawnicza „Pokolenie”
Oficyna Wydawnicza „Pokolenie” – polskie wydawnictwo podziemne działające w latach 80. XX wieku.

## Historia
Wydawnictwo zaczęło powstawać po 13 grudnia 1981. Pomysłodawcą i liderem wydawnictwa był Waldemar Gniadek, zaś w działalność zaangażowani byli uczniowie i absolwenci XI LO w Warszawie oraz członkowie 79. Warszawskiej Żeglarskiej Drużyny Harcerskiej. Pierwszą publikacją była wydana w nakładzie 500 egzemplarzy w styczniu 1983 broszura Stanisława Piłki Pokolenia: Dlaczego i jak wywołać wojnę. Dalszy rozwój oficyny był możliwy dzięki powielaczowi otrzymanemu od Wydawnictwa CDN. W latach 1983 i 1983 oficyna opublikowała po trzy tytuły.
W połowie lat 80. nastąpił podział wydawnictwa na trzy grupy kierowane przez Waldemara Gniadka, Krzysztofa Michalca i Bortkowskiego. Prawo używania nazwy miała uzyskać grupa, która w kolejnym roku osiągnie największą produkcję. Ostatecznie prawo do używania nazwy „Pokolenia” uzyskała grupa Gniadka. W połowie lat 80. powstała też filia oficyny w Łodzi, kierowana przez Jarosława Dąbrowskiego. Z wydawnictwem współpracowało ok. 100 osób, w tym Jakub Wygnański, Robert Kwiatkowski, Grzegorz Niczke, Tadeusz Preizner, Krzysztof Rożek, Piotr Skwieciński, Paweł Zalewski, Piotr Zaremba, Witold Zielonka, Tomasz Ziemiński.
Oficyna współpracowała też z innymi wydawnictwami podziemnymi jak Oficyna Wydawnicza „Rytm”, „Krytyka” i „Zeszyty Edukacji Narodowej”. W drugiej połowie lat 80. oficyna była członkiem Konsorcjum Funduszu Wydawnictw Niezależnych. Po przemianach ustrojowych w 1989 wydawnictwo zostało zalegalizowane i działało do 1991.

## Publikacje
Do 1990 oficyna opublikowała około 120 książek i broszur w nakładzie 2-5 tys. egzemplarzy. Wśród publikacji dominowała tematyka historyczna. Oficyna drukowała też usługo czasopisma podziemne, m.in. „Wezwanie”, „Kultura Niezależna” „Polityka Polska”, „Tu i Teraz”, „KOS”. Dorobkiem oficyny było także powołanie Biblioteki Lwowskiej i Biblioteki Reporterów OKO.
Wybrane publikacje:
- Piotr Wardecki: Historia PSL 1945-1949
- Andrzej Albert (właśc. Wojciech Roszkowski): Najnowsza historia Polski
- Wiesława Kwaśniewska (właśc. Wiesława Kwiatkowska): Grudzień ’70 w Gdyni
- Artur Leinwand: Przywódcy Polski Podziemnej przed sądem moskiewskim
- Jerzego Malewskiego (właśc. Włodzimierz Bolecki): Jedynie prawda jest ciekawa
- Kazimierz Dziewanowski: Złom żelazny, śmiech pokoleń